# Dartford
Dartford és una localitat situada en el comtat de Kent, a la regió del sud-est d'Anglaterra. Segons el cens de 2001, comptava amb 85.911 habitants.

## Galeria

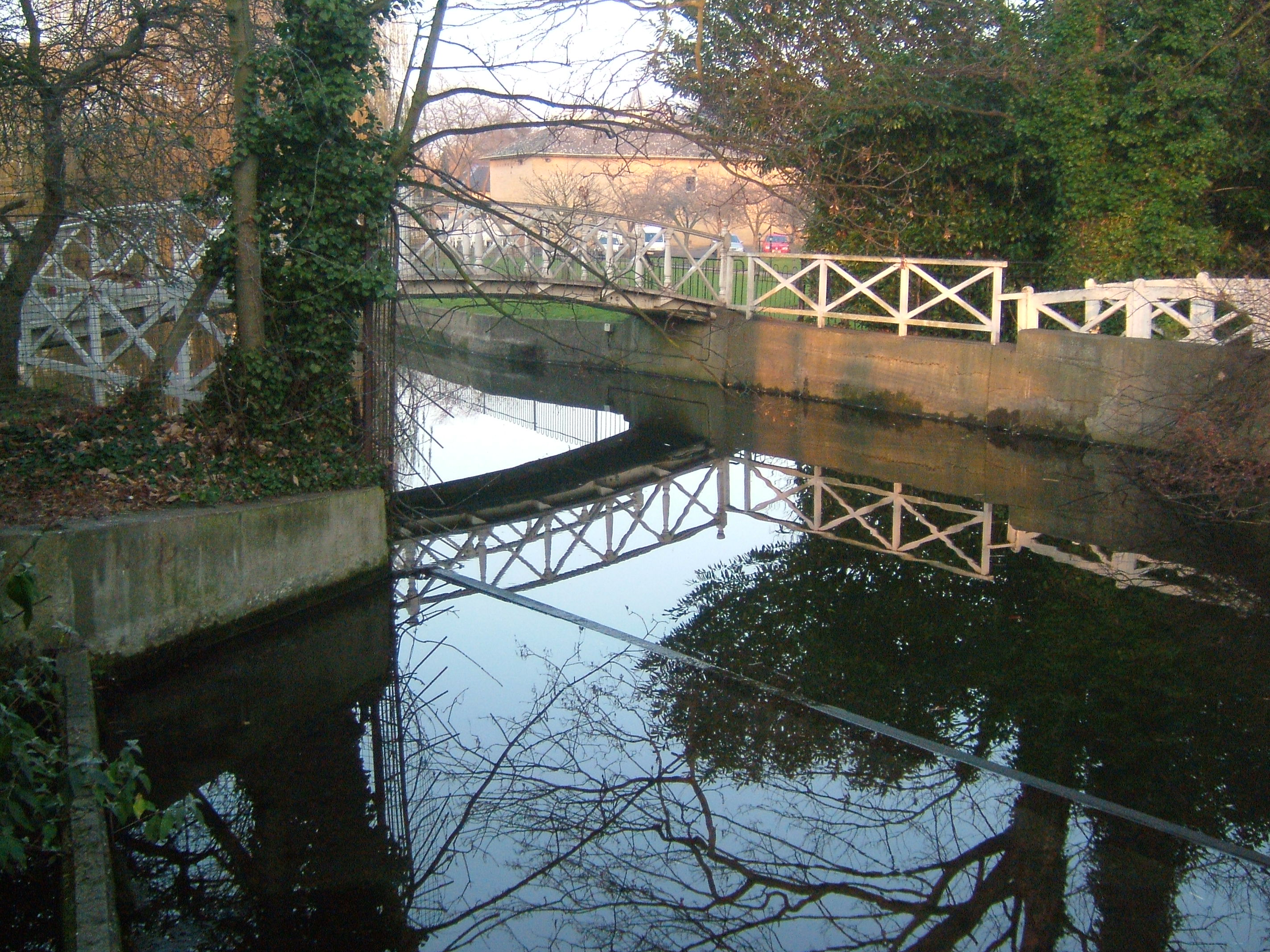
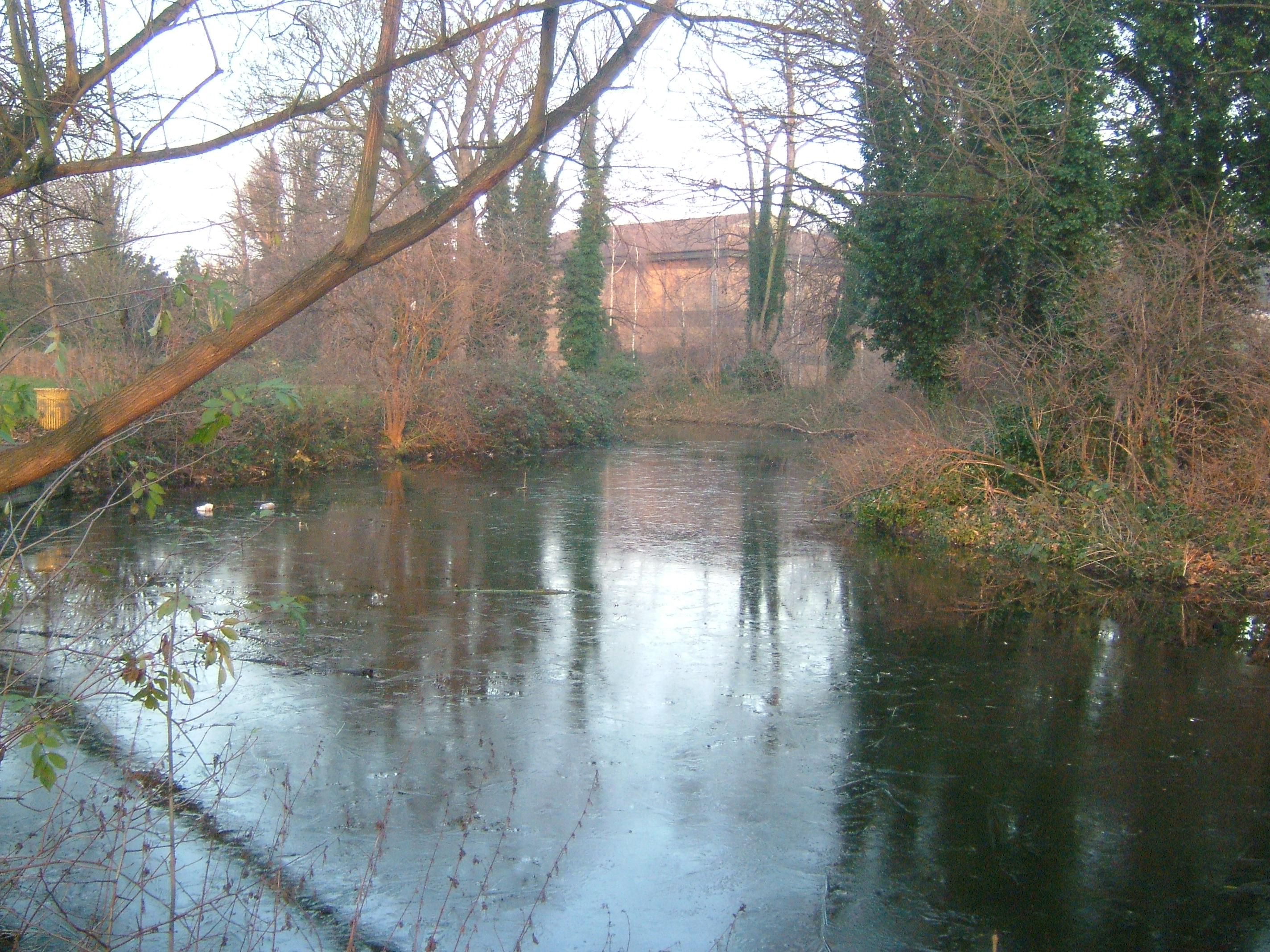
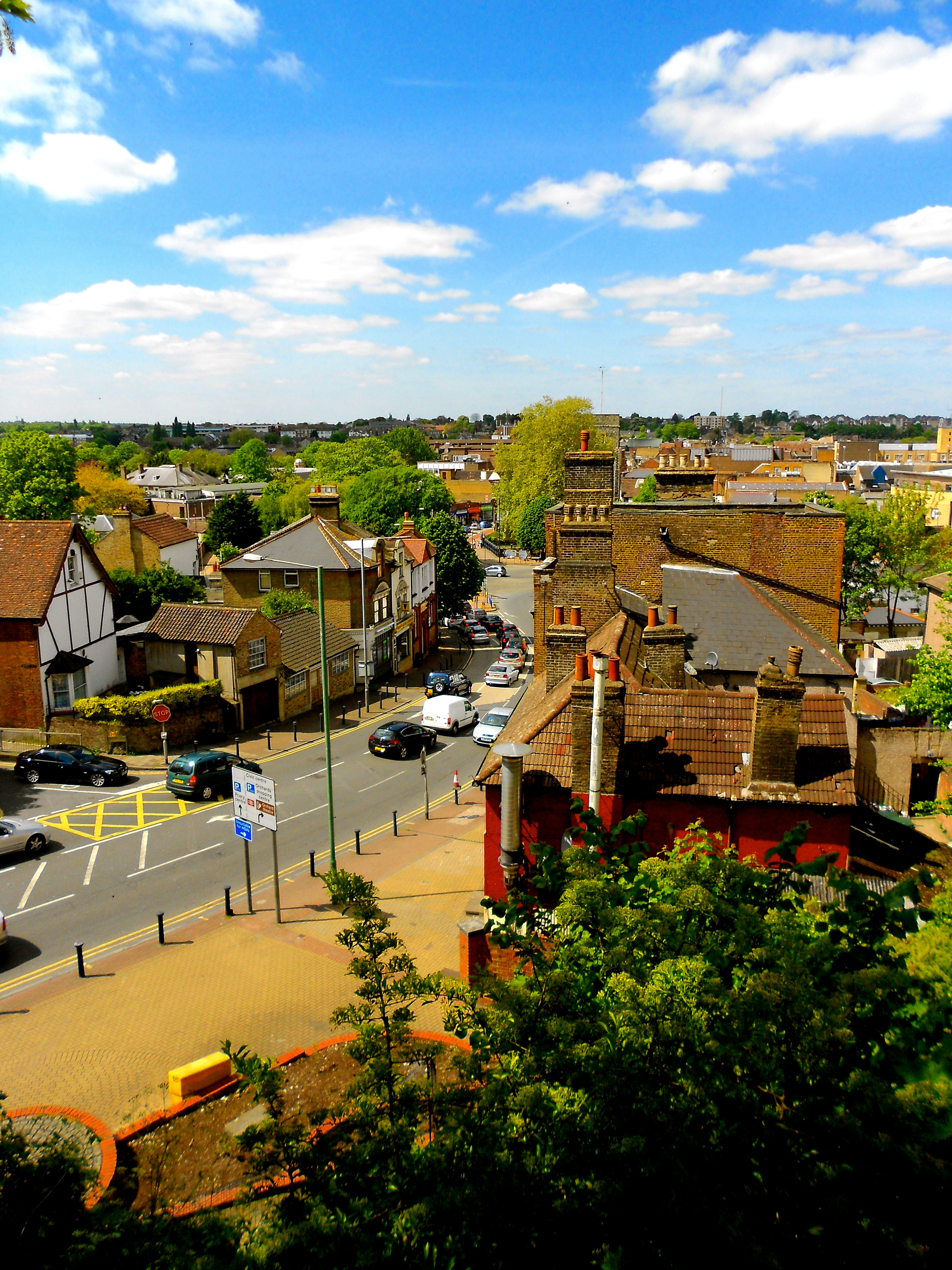
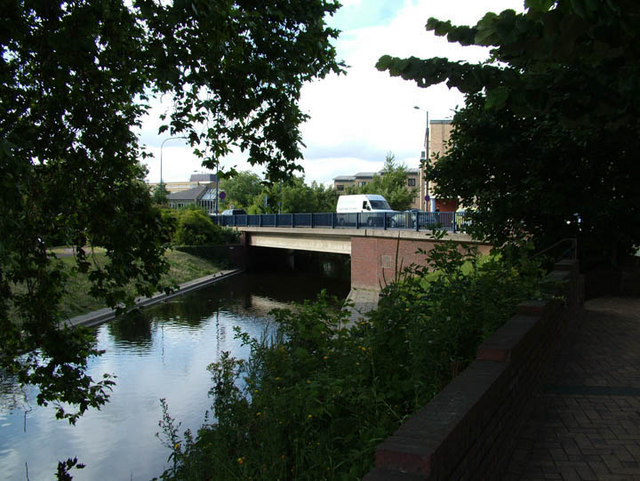

## Personatges il·lustres
- Mick Jagger
- Keith Richards
- Dick Taylor